# KTCS
한국형 열차 제어 시스템 또는 KTCS(Korean Train Control System)는 한국 철도 표준 규격으로 제정된 열차 제어 시스템이다. KTCS-1은 일반선(ATP), KTCS-2는 고속선, KTCS-M은 도시철도용으로 설계되었다.

## 역사·배경
KTCS가 개발되기 전, 대한민국은 국산화된 열차 신호 제어 시스템 기술이 없어 핵심 기술이 탑재된 부품들은 대개 프랑스와 독일 등 그 동안 수입에 의존해왔다. 지난 2012년에 국토교통부가 주관한 국내 신호시스템 표준화를 위한 국가 연구개발(R&D) 프로젝트의 일환으로 국내 신호시스템 표준화 및 국산화 계획에 따라 개발되었다. 경부고속선 열차 신호 제어 시스템을 한국형(KTCS-2)으로 구축하면, 약 1조 2천억 원 이상의 예산 절감 등 수익성 개선은 물론, 해외 의존도를 줄일 수 있을 뿐만 아니라, 시속 320km에 달하는 운영 속도를 지원하는 기반 시설도 제공할 수 있게 된다.
2012년, 국토교통부가 주관한 과제에 한국철도기술연구원·국가철도공단·코레일·현대로템 등이 연구기관으로 참여하였다. 2018년, 세계 최초의 LTE-R 무선통신 기반 열차 제어 시스템인 KTCS-2가 국가 R&D 과제로 개발되었고, 현대로템이 제작한 KTCS-2는 같은 해 연구개발·성능 검증·제품 인증을 전부 마쳤다. 이성해 철도공단 이사장은, KTCS-2가 "국가연구개발을 통해 개발된 고유 철도 기술로, 철도의 안전성·효율성·경제성을 동시에 확보하는 핵심기술"이라고 평가하였다.
2022년, KTCS-2가 전라선에서 상용 운전에 성공하였다. 2024년 기준, 현재는 경부고속선 도입을 위한 설계가 진행 중에 있다.

## 특징
크게 세 가지 종류로 분류된다. KTCS-1은 일반선, KTCS-2는 고속선, KTCS-M은 도시철도용으로 설계되었다. 또한, 유럽연합의 열차 제어 시스템인 ETCS의 표준화 규격을 충족하고 있어 해외 수출이 가능하다. 특히 KTCS-2의 경우, ETCS 레벨-1, 레벨-2와 모두 호환된다.

## 사용
2024년 12월 14일 운행을 시작한 대경선 광역전철용 전동차에 현대로템이 제작한 KTCS-2가 적용되었다. 수도권 전철 중 서해선 광역전철 구간에 이미 개량 및 구축한 KTCS-2는 2028년까지 경부고속선에, 이후 호남고속선과 수서고속선(SRT)에 순차적으로 구축될 예정이다.
- KTCS-2: 대경선 광역전철용 전동차(한국철도공사 392000호대 전동차), KTX-이음 2세대